# غابريل راي
غابريل إليزابيث كليفورد كوك ،أو تشتهر باسم غابريل راي ( بالإنجليزية : Gabrielle Elizabeth Clifford Cook ( من مواليد 28 أبريل 1883 وتوفت في 21 مايو 1973) هي ممثلة مسرح إنجليزية و راقصة و مغنية، اشتهر بدورها في الكوميديا الموسيقية الإدواردية ( بالإنجليزية : Edwardian musical comedies. ).
في العقد الأول من القرن العشرين، غابرييل راي في أوج شهرتها وكانت معروفة كواحدة من أجمل الممثلات المسرحيات وأنجحهن في مسارح لندن الشهيرة. وعادت إلى المسرح بعد زواج فاشل، لكنها لم تحقق الشهرة التي كانت تتمتع بها من قبل. عانت لاحقًا من الاكتئاب وقضت آخر 37 عامًا من حياتها في مستشفى للأمراض العقلية.